# Liste der Monuments historiques in Abancourt (Nord)
Die Liste der Monuments historiques in Abancourt (Nord) führt die Monuments historiques in der französischen Gemeinde Abancourt auf.

## Liste der Objekte
| Bezeichnung                                                   | Beschreibung                 | Standort                          | Kennzeichnung | Schutzstatus | Datum | Bild |
| ------------------------------------------------------------- | ---------------------------- | --------------------------------- | ------------- | ------------ | ----- | ---- |
| Fresken im Chor und Kirchenschiff: Wunder des heiligen Martin | 1933                         | in der Kirche Saint-Martin (Lage) | PM59006391    | Inscrit      | 1990  |      |
| Bleiglasfenster im Chor und Kirchenschiff                     | 1929, von Lecourt und Mazars | in der Kirche St-Martin (Lage)    | PM59006669    | Inscrit      | 1977  |      |